# Stenoptera
Stenoptera es un género de orquídeas de la subfamilia Orchidoideae. Se distribuye por el oeste de Sudamérica y norte de Brasil.

## Especies
Lista de las especies del género Stenoptera aceptadas hasta mayo de 2011, ordenadas alfabéticamente. Para cada una se indica el nombre binomial seguido del autor, abreviado según las convenciones y usos y la publicación válida.
1. Stenoptera acuta Lindl., Gen. Sp. Orchid. Pl.: 447 (1840)
2. Stenoptera ciliaris C.Schweinf., Bot. Mus. Leafl. 9: 317 (1941)
3. Stenoptera ecuadorana Dodson & C.Vargas, Orquideologia 21: 51 (1998)
4. Stenoptera huilaensis Garay, Svensk Bot. Tidskr. 47: 195 (1953)
5. Stenoptera laxiflora C.Schweinf., Bot. Mus. Leafl. 9: 219 (1941)
6. Stenoptera montana C.Schweinf., Bot. Mus. Leafl. 9: 220 (1941)
7. Stenoptera peruviana C.Presl, Reliq. Haenk. 1: 95 (1827